# 稻垣好
稻垣好（日语：／ Inagaki Konomi，7月24日—）是日本女性聲優，新潟縣出身，畢業於日本播音演技研究所，I'm Enterprise所屬。

## 經歴
2022年在動畫《Do It Yourself!!》當中出演主角賽兒芙，為首次參演主要角色。

## 人物
愛好插畫和電影鑑賞，特長是雙層電子琴。

## 出演作品
※粗體字為主要角色

### 電視動畫
2019年
- 偶像學園 on Parade！（學生）

2020年
- 光之戰記 -ZUERST-（阿忒莉娜）

2021年
- 偶像學園Planet！（店員）
- Re:從零開始的異世界生活 2nd season（村民）
- 如果這叫愛情感覺會很噁心（女子B）
- 86—不存在的戰區—（女性）
- Love Live! Superstar!!
- IDOLiSH7 Third BEAT!（女性粉絲A）
- 白金終局（少女）
- 境界戰機（女孩子）

2022年
- ORIENT 東方少年（學生、妹妹）
- SLOW LOOP-女孩的釣魚慢活-（美月）
- Love Live! 虹咲學園學園偶像同好會
- 杜鵑婚約（同班同學D）
- 女性向遊戲世界對路人角色很不友好（女子）
- 黑之召喚士（安潔[3]）
- 新來的女傭有點怪（小貓、學生D）
- 宇崎學妹想要玩！ω
- Do It Yourself!!（賽兒芙[2]）
- 龍族拼圖（ルンル）
- 機動戰士GUNDAM 水星的魔女（莉莉克・卡多卡・利帕蒂[4]）
- VAZZROCK THE ANIMATION（觀眾）

2023年
- 關於我在無意間被隔壁的天使變成廢柴這件事（女學生）
- 不要欺負我，長瀞同學 2nd Attack（女子A）
- 物之古物奇譚（志保）
- 我內心的糟糕念頭（五十嵐）
- 放學後失眠的你（女學生、女性、壘球社員、小孩）
- 【我推的孩子】（女學生）
- 絆之Allele（Noelle的姊姊）
- 獻祭公主與獸王（阿蜜特的姊姊）
- 和山田談場Lv999的戀愛（女高中生）
- 在異世界獲得超強能力的我，在現實世界照樣無敵～等級提升改變人生命運～
- 堀與宮村 -piece-（女學生A）
- 奇異賢伴 黑色天使（艾莉[5]）
- Sugar Apple Fairy Tale（妲娜）
- 卡片戰鬥!! 先導者 will+Dress（DayBreak成員）
- 我的幸福婚約
- AI電子基因（嬰兒）
- 間諜教室
- 七魔劍支配天下（女學生B）
- 盾之勇者成名錄 Season 3（伊米亞）
- 賽馬娘 Pretty Derby Season 3（小林歷奇）
- 暴食狂戰士（露娜）
- 競速 OVERTAKE!（二本松桃）

2024年
- 反派千金等級99～我是隱藏頭目但不是魔王～（潔西卡·蒙弗多）
- 愚蠢天使與惡魔共舞（四重奏B）
- 夜晚的水母不會游泳（女高中生）
- WIND BREAKER—防風少年—
- Re:Monster（薩拉）
- 星際莊的戀愛日記（女孩子）
- 死神少爺與黑女僕 第3期（菲利浦的妹妹）
- 無職轉生II～到了異世界就拿出真本事～（女學生A）
- 王牌酒保 神之杯（女社員1）
- 蠟筆小新（動物D）
- 鬼滅之刃 柱訓練篇（寺裡的孩子）
- 我的妻子不具感情（米娜[6]）
- 關於我轉生變成史萊姆這檔事 第3期（裘）
- 神之塔 第2期（夏夏[7]）
- 當不成魔法師的女孩（MA組前輩B）
- 魔王2099（路人C）
- 膽大黨（小桃的友人B）
- 女僕冥土小姐（日陰中[8]）
- 噗妮露是可愛史萊姆（星狩千）

2025年
- 全修。（春子）
- 紅戰士在異世界成了冒險者（伊多拉·阿波羅[9]）
- SAKAMOTO DAYS 坂本日常（女子）
- 青春特調蜂蜜檸檬蘇打（瞳）
- 一兆＄遊戲（桃瀨）
- Re:從零開始的異世界生活 3rd season（避難所的人）
- 醜男真戰士（聖華[10]）
- 明天，美食廣場見。（和田的同級生）
- 為丑女獻上花束（女學生）
- 噗妮露是可愛史萊姆 第2期（星狩千）
- 膽大黨 第2期（女僕領隊）
- 不擅吸血的吸血鬼（橋本結衣[11]）
- 末世二輪之旅（陽子[12]）

### OVA
2023年
- 偶像大師 灰姑娘女孩 U149（廣播）※Blu-ray第4卷收錄

### 遊戲
2024年
- 聖火降魔錄 英雄雲集（尤蜜娜）

2025年
- 蔚藍檔案（野正莉）
- 崩壞：星穹鐵道（玻呂茜亞）

## 外部連結
- I'm Enterprise （页面存档备份，存于）（日語）